# Vozvraščenie k žizni
Vozvraščenie k žizni (Возвращение к жизни) è un film del 1972 diretto da Vladimir Pavlovič Basov.

## Trama
Tutto è alle spalle: la fuga dall'Estonia occupata dai nazisti alla Germania, la ricerca di lavoro nelle città altrui, i nostri crimini. Tutto è compreso e deciso - dobbiamo tornare. Ma quando è tornato, non ha trovato né casa né parenti. Un amico di suo padre, il capo di una banda di nazionalisti, gli ha raccontato il difficile passato. Essendosi unito alla sua banda, l'eroe decide di vendicarsi.